# セコイア (小惑星)
セコイア (1103 Sequoia) は小惑星帯に位置するハンガリア群のE型小惑星である。ベルゲドルフのハンブルク天文台でウォルター・バーデによって発見された。
アメリカ合衆国、カリフォルニア州のセコイア国立公園から命名された。